# Kokkinógeio
Kokkinógeio är en ort i Grekland.   Den ligger i prefekturen Nomós Larísis och regionen Thessalien, i den centrala delen av landet, 260 km nordväst om huvudstaden Aten. Kokkinógeio ligger 523 meter över havet och antalet invånare är 357.
Terrängen runt Kokkinógeio är varierad.Runt Kokkinógeio är det ganska glesbefolkat, med 28 invånare per kvadratkilometer. Närmaste större samhälle är Livádi, 10,3 km norr om Kokkinógeio. Trakten runt Kokkinógeio består till största delen av jordbruksmark.